# Tor yingjiangensis
Tor yingjiangensis är en fiskart som beskrevs av Chen och Yang 2004. Tor yingjiangensis ingår i släktet Tor och familjen karpfiskar. Inga underarter finns listade i Catalogue of Life.